# Gottfried Egger

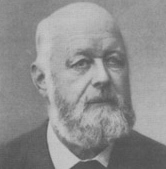
Gottfried Egger

Gottfried Egger (* 6. Juni 1830 in Aarwangen; † 13. Oktober 1913 in Worb) war ein Schweizer Brauereiunternehmer.
Nach einer Lehre als Bierbrauer bei seinem Bruder August in Aarwangen und einer Reise durch Europa, die von 1851 bis 1852 dauerte und auf der er u. a. London, Paris, München und Prag besuchte, arbeitete er in der Brauerei seines Bruders. 1855 ging er in die USA und gründete eine Brauerei in Aurora bei Chicago. Aus familiären Gründen musste er 1862 in die Schweiz zurückkehren und führte hier als erster die Petrollampe ein.

## Brauerei Egger
1863 gründete er in Worb wiederum eine Brauerei, die ab 1984 von Max Egger († 2021) in der fünften Generation betrieben wurde. 
2016 übergab Max Egger die Brauerei seinen Söhnen Marcel und Michael. Ein paar Jahre später wurde die Abfüllerei und Lagerhaltung an die Brauerei Locher ausgelagert, und Marcel und Michael Egger zogen sich aus dem operativen Geschäft zurück. 2022 wurde Lorenz Hess Verwaltungsratspräsident der neu als Albert Egger AG firmierenden Brauerei (vormals Egger Bier Gastro AG). Geplant war, das Bier spätestens ab 2024 wieder in Worb abzufüllen. Im Februar 2024 wurde bekannt, dass die Brauerei Locher Land in Worb gekauft und Aktien der Albert Egger AG gezeichnet hat. Ob die Gebrüder Egger noch Aktien halten, ist unklar, den Verwaltungsrat hätten sie bereits verlassen. Ab September 2025 werde das Bier direkt von der Brauerei Locher gebraut, bis der Neubau in Worb voraussichtlich im Sommer 2026 bezogen werden kann.